# Ченге за един ден
„Ченге за един ден“ (на английски: Ride Along) е щатска екшън комедия от 2014 г. на режисьора Тим Стори, по сценарий на Грег Кулидж, Джейсън Манцукас, Фил Хей и Мат Манфреди. Участват Айс Кюб и Кевин Харт.
Филмът е продуциран от „Релативити Медия“ и „Кюб Вижън“ и е разпространен от „Юнивърсъл Пикчърс“. След две премиери в Атланта и Лос Анджелис филмът е пуснат в световен мащаб на 17 януари 2014 г. Продължението – „Ченге за един ден: Мисия Маями“, е пуснато на 15 януари 2016 г.

## Актьорски състав
| Актьор                 | Роля                                                         |
| ---------------------- | ------------------------------------------------------------ |
| Айс Кюб                | Джеймс Пейтън, полицейски детектив под прикритие             |
| Кевин Харт             | Бен Барбър                                                   |
| Тика Съмптър           | Анджела Пейтън, сестра на Джеймс и гадже на Бен              |
| Джон Легуизамо         | Сантияго, детектив и партньор на Мигс                        |
| Браян Калън            | Мигс, детектив и партньор на Сантияго                        |
| Лорънс Фишбърн         | Омар, бос на бракониери                                      |
| Брус Макгил            | Лейтенант Брукс, глава на полицейското управление на Атланта |
| Гари Оуен              | Лудия Коуди                                                  |
| Джей Фароа             | Рънфлат                                                      |
| Дейвид Банър           | Джей                                                         |
| Дракос Букур           | Марко                                                        |
| Гари Уийкс             | Доктор Коуън                                                 |
| Джейкъб Латимор        | Рамон                                                        |
| Бенджамин Флорс младши | Морис, брат на Рънфлат                                       |

## В България
В България филмът е пуснат по кината на 28 февруари 2014 г. от „Форум Филм България“.
На 1 септември 2014 г. е издаден на DVD от „А Плюс Филмс“.
На 27 август 2018 г. е излъчен за първи път по „Би Ти Ви Синема“ в понеделник от 21:00 ч. Дублажът е записан във войсоувър в студио „Медиа Линк“. Екипът се състои от:
| Озвучаващи артисти  | Татяна Захова Петър Върбанов Владимир Колев Николай Върбанов Мартин Герасков |
| Преводач            | Виолета Георгиева                                                            |
| Тонрежисьор         | Емил Енев                                                                    |
| Режисьор на дублажа | Милена Манчева                                                               |